# Mandy van den Berg
Mandy van den Berg (* 26. August 1990 in Naaldwijk) ist eine niederländische  ehemalige Fußballspielerin, die zuletzt beim niederländischen Erstligisten PSV Eindhoven spielte und bei der WM 2015 Kapitänin der niederländischen Fußballnationalmannschaft der Frauen war, mit der sie 2017 die Europameisterschaft gewann.

## Karriere

### Vereine
Nach ihrer Jugend beim Heimatverein RKVV Westlandia spielte van den Berg seit 2007 bei ADO Den Haag und nahm mit den Haagerinnen am UEFA Women’s Cup 2007/08 teil, bei dem sie aber in der ersten Runde ausschieden. 2012 wechselte sie in die schwedische Damallsvenskan zu Vittsjö GIK. Beste Platzierung war Platz 6 in der ersten Saison. 2015 spielte sie in Norwegen für den norwegischen Meister Lillestrøm SK Kvinner. Danach wechselte sie nach England, wo sie zunächst für die Liverpool FC Women und dann für die Frauen des FC Reading spielte. Im Januar 2018 wechselte sie nach Spanien zum FC Valencia. In der ersten Saison kam sie in Spanien zu 14 und in der zweiten zu 23 Ligaeinsätzen. In der wegen der COVID-19-Pandemie abgebrochenen Saison 2019/20 wurde sie verletzungsbedingt nur dreimal kurz vor dem Saisonabbruch eingesetzt. Zur Saison 2020/21 wechselte sie zum PSV Eindhoven. Mit PSV gewann sie 2020/21 zum zweiten Mal den niederländischen Pokal. In der UEFA Women’s Champions League 2020/21 verlor sie mit PSV im Sechzehntelfinale zweimal mit 1:4 gegen den späteren Sieger FC Barcelona. Die Saison 2020/21 der Eredivisie schlossen sie als Vizemeister ab. In der Qualifikation zur UEFA Women’s Champions League 2021/22 konnte sie mit PSV zwar zunächst mit 3:1 gegen Lokomotive Moskau gewinnen, sie verloren dann aber mit 1:3 gegen den Arsenal Women FC.
Am 12. Mai 2023 gab sie das Ende ihrer Karriere als Spielerin bekannt.

### Nationalmannschaft

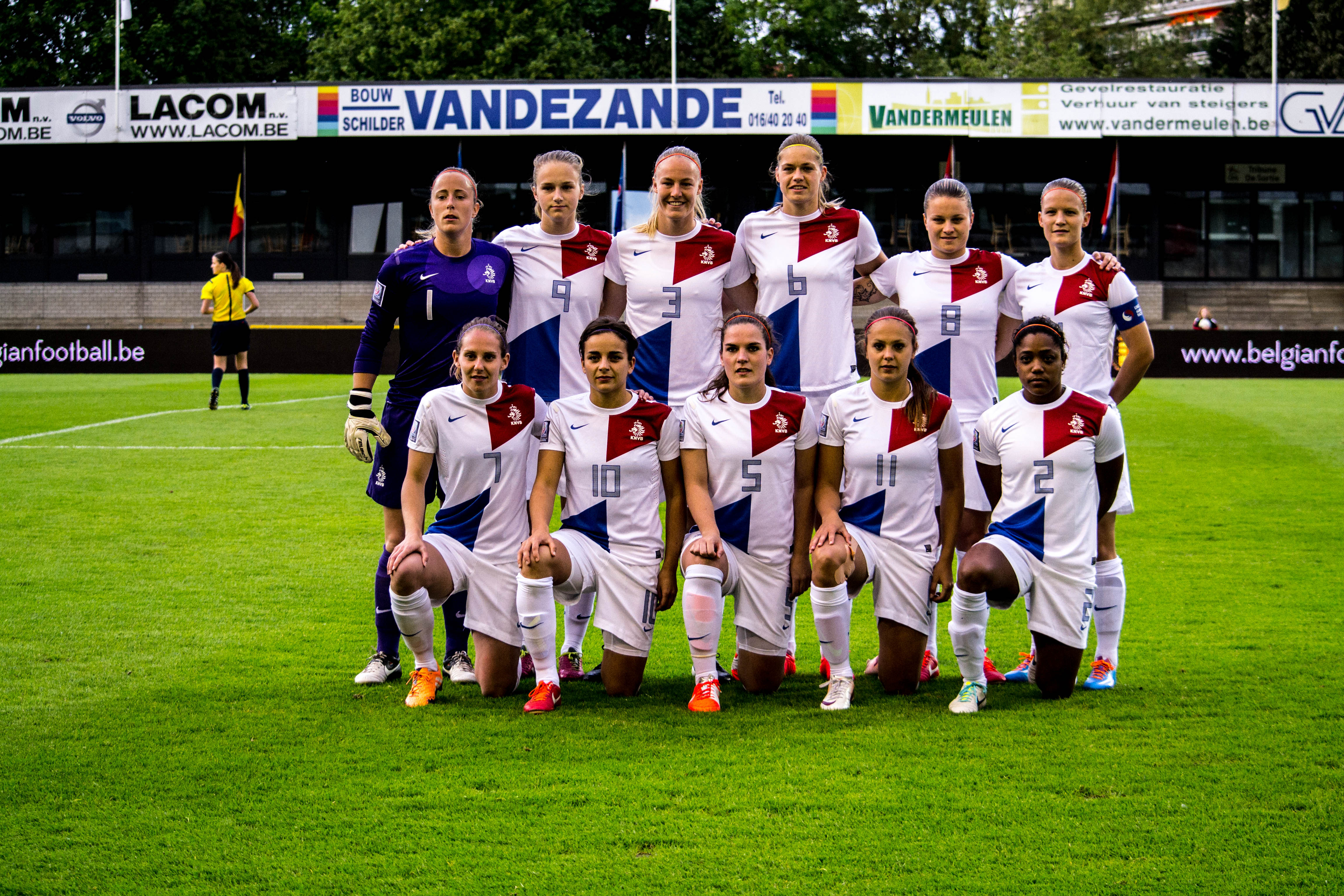
Mandy van den Berg (re. hinten mit Kapitänsbinde) mit der Elftal am 7. Mai 2014 vor dem Spiel gegen Belgien

Mit der U-19-Mannschaft der Niederlande nahm sie an der Qualifikation zur U-19-Fußball-Europameisterschaft der Frauen 2007 teil. Die erste Runde wurde als Gruppenzweiter hinter Norwegen überstanden, in der zweiten Runde reichte es nur zu Platz 3 hinter Frankreich und Irland. In der Qualifikation zur U-19-Fußball-Europameisterschaft der Frauen 2008 reichte es in der ersten Runde wieder zum zweiten Platz hinter Norwegen, in der zweiten Runde kam dann das Aus gegen Spanien.
Das letzte Spiel mit der U-19-Mannschaft bestritt sie am 13. März 2009 bei einem Turnier in Belarus gegen Frankreich.
Ihr erstes Länderspiel für die A-Nationalmannschaft machte sie am 15. Dezember 2010 bei einem Freundschaftsspiel gegen  Mexiko. Im folgenden März erreichte sie beim Zypern-Cup 2011 mit ihrer Mannschaft das Finale, verlor dieses aber mit 1:2 nach Verlängerung gegen Kanada. Vor der WM 2011, für die sich die Niederlande nicht qualifiziert hatte, war die Mannschaft Testspielgegner für Nordkorea, Kanada und Deutschland und van den Berg kam in allen drei Spielen zum Einsatz. Ab Herbst 2011 spielte sie mit der Mannschaft in der Qualifikation für die EM 2013, die die Niederländerinnen im folgenden Sommer mit einem Punkt Rückstand hinter den Engländerinnen beendeten. Den Niederländerinnen reichte der zweite Platz aber für die direkte Qualifikation, da sie die meisten Punkte aller Gruppenzweiten erreichten. Zuvor hatten sie beim Zypern-Cup 2012 nur Platz 7 erreicht. 2013 reichte es dann zu Platz 6. In der Vorbereitung zur EM zog sie sich beim Testspiel gegen Australien eine Knieverletzung zu und fiel damit für die EM aus. Die Niederländerinnen scheiterten dann in der Vorrunde als Gruppenletzter und konnten als einzige Mannschaft kein Tor erzielen. 
Ab September 2013 konnte sie dann wieder in den Qualifikationsspielen für die WM 2015 eingesetzt werden und wurde im November Kapitänin der Mannschaft. Zudem nahm sie mit den Niederländerinnen am Zypern-Cup 2014 teil, bei dem die Niederländerinnen aber nur Platz 9 belegten. Im September 2014 wurde die WM-Qualifikation auf Platz 2 hinter Norwegen abgeschlossen. Die Niederländerinnen mussten daher in die Playoffs der vier besten Gruppenzweiten und setzten sich dabei gegen Schottland und Italien durch, womit sie sich erstmals für die WM qualifizierten. Beim Zypern-Cup 2015 konnten die Qualifikationsleistungen dann nicht bestätigt werden und sie verloren z. B. das Spiel um Platz 7 gegen die Schottinnen, die sie in den WM-Playoffs noch ausgeschaltet hatten. Am 15. April 2015 wurde sie zunächst in den vorläufigen Kader für die WM 2015 berufen und dann auch am 10. Mai in den endgültigen Kader. Bei der WM war sie Kapitänin ihrer Mannschaft und wurde in den vier Spielen eingesetzt, schied aber durch eine 1:2-Niederlage im Achtelfinale gegen Titelverteidiger Japan aus. 
Als Ausrichter der EM 2017 hatten die Niederländerinnen dann keine Qualifikationsspiele zu bestreiten, so dass sie bis zur EM nur in Freundschaftsspielen, aber auch beim Algarve-Cup 2017 zum Einsatz kam, wo sie sich durch einen 3:2-Sieg im Spiel um Platz 5 an den Japanerinnen für die Niederlage bei der WM revanchieren konnten. Bei der EM-Endrunde führte sie ihre Mannschaft in den ersten beiden Spielen als Kapitänin aufs Feld, wurde dann aber in der Startelf durch Stefanie van der Gragt ersetzt, worauf Sherida Spitse das Amt der Kapitänin erhielt.  Im Viertelfinale gegen Schweden wurde sie zur zweiten Halbzeit und im Finale gegen Dänemark in der vierten Minute der Nachspielzeit eingewechselt. Nach der EM erklärte sie, dass sie vorläufig nicht mehr für die Nationalmannschaft zur Verfügung stände. Die Qualifikation für die WM 2019 und die WM fanden dann ohne sie statt.

## Erfolge
- Niederländische Meisterin und Pokalsiegerin 2011/12
- Norwegische Meisterin und Pokalsiegerin 2015
- Europameister 2017
- Niederländische Pokalsiegerin 2020/21